# Alimentos ultraprocessados

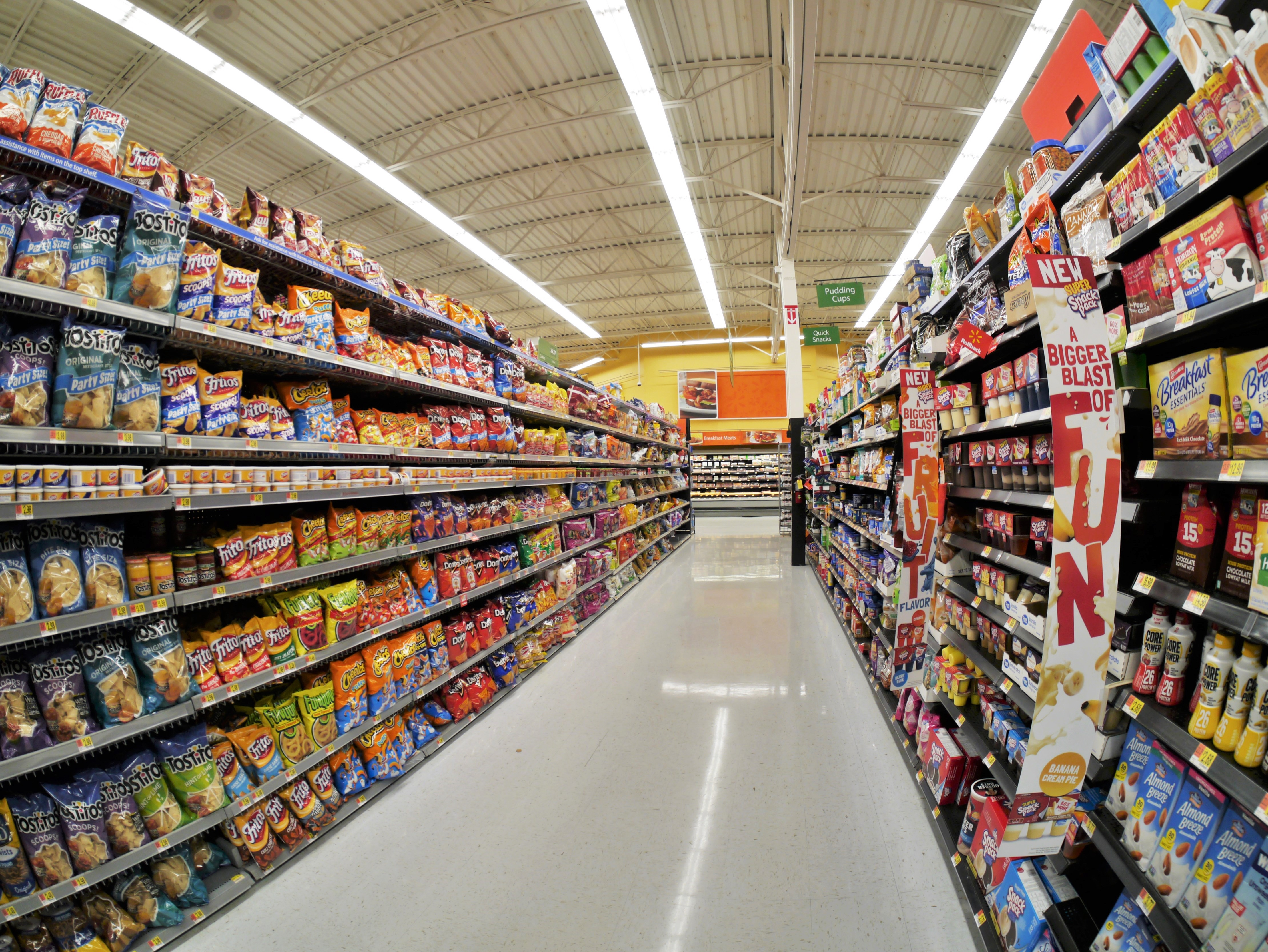
Batata chips e outros alimentos ultraprocessados em um Walmart

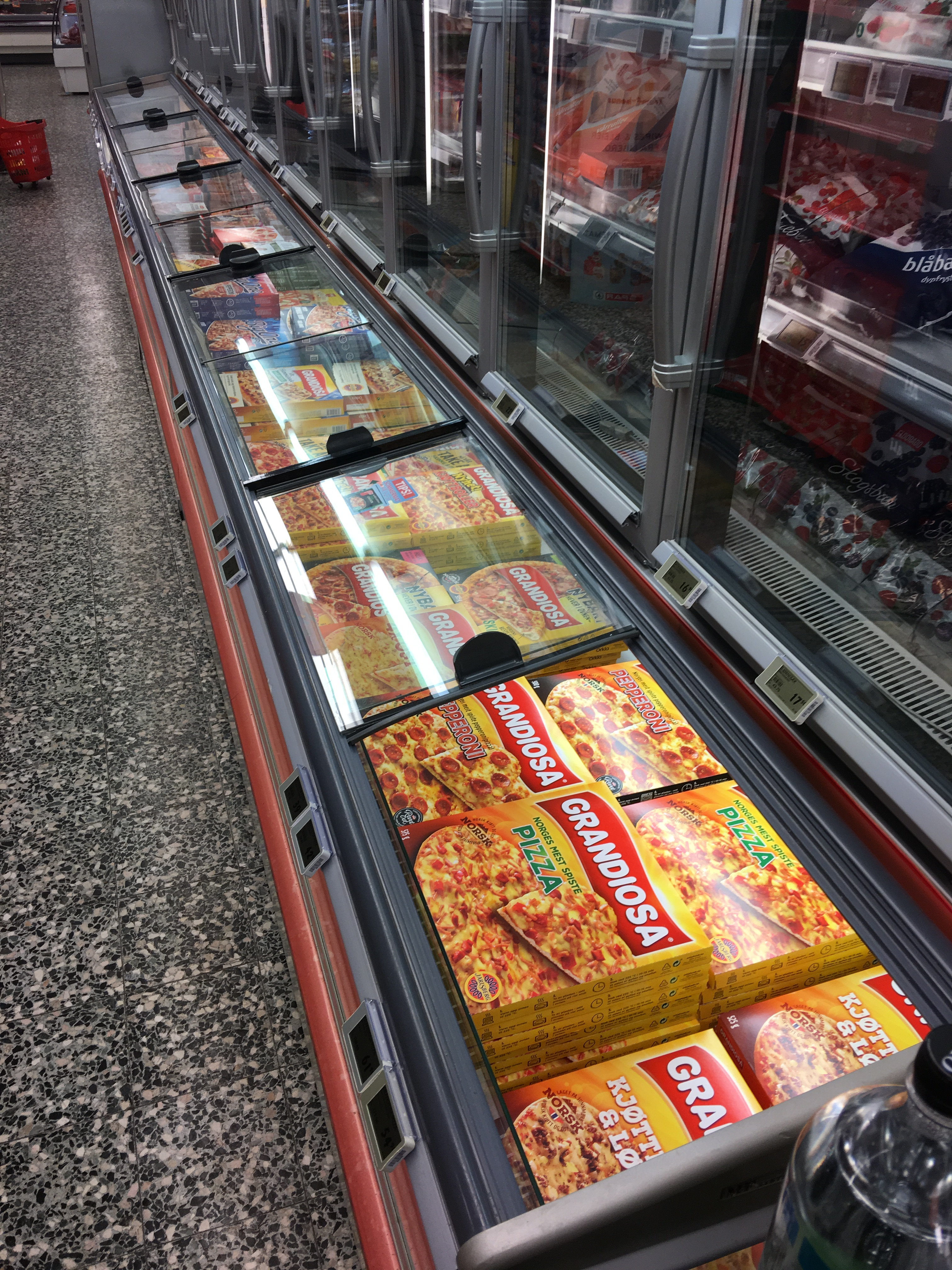
Pizza e outros congelados

Alimentos ultraprocessados são produtos alimentares e bebidas que sofreram tipos específicos de processamento de alimentos, geralmente por Empresas transnacionais e outras grandes corporações. Esses alimentos são projetados para serem "convenientes, consumidos em movimento, hiperpalatáveis e atraentes para os consumidores e, o mais importante, o segmento mais lucrativo dos portfólios das empresas por causa do baixo custo dos ingredientes".

## Definição
O conceito de alimentos ultraprocessados foi inicialmente desenvolvido e o termo cunhado pelo pesquisador brasileiro de nutrição Carlos Monteiro, com sua equipe do Núcleo de Pesquisas Epidemiológicas em Nutrição e Saúde (NUPENS) da Universidade de São Paulo, Brasil. Eles argumentam que "a questão não é comida, nem nutrientes, mas sim processamento", e "do ponto de vista da saúde humana, atualmente, a divisão mais saliente de alimentos e bebidas é em termos de seu tipo, grau, e finalidade do processamento."
As especificações e definições de alimentos ultraprocessados estão disponíveis em relatórios publicados por agências das Nações Unidas, mais recentemente em 2019, na literatura, no banco de dados Open Food Facts, e na mídia.
Eles incluem:
- Refrigerantes
- Salgadinhos embalados gordurosos, doces ou salgados
- Doces (confeitaria)
- Pães produzidos em larga escala
- Cookies (biscoitos)
- Pastelaria
- Bolos e misturas para bolos
- Margarina e outros spreads
- cereais matinais adoçados
- Iogurtes de frutas adoçado e bebida energéticas
- Sopas em pó, macarrão e sobremesas instantâneas
- Pratos pré-preparados de carnes, queijos, massas e pizzas
- Nuggets e palitos de aves e peixes
- Salsichas, hambúrgueres, cachorro-quente e outros produtos de carne reconstituída.[2][3][6][7]

### Classificação alimentar NOVA

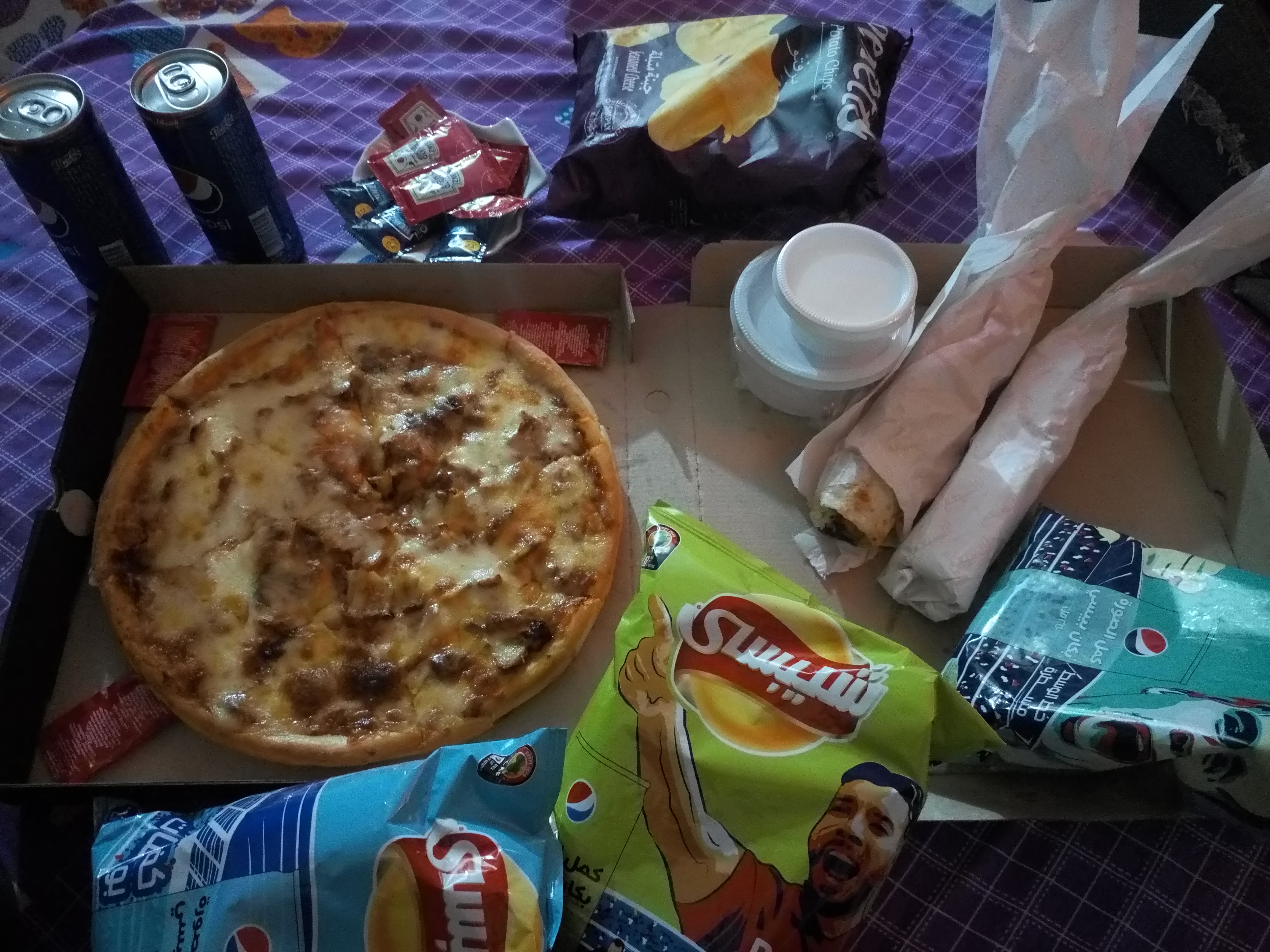
Vários alimentos ultraprocessados

O sistema de classificação de alimentos NOVA (um nome, não um acrônimo) é baseado na natureza, extensão e finalidade do processamento industrial de alimentos. Os grupos são:
1. Alimentos não processados ou minimamente processados
2. Ingredientes culinários processados
3. Alimentos processados
4. Alimentos e bebidas ultraprocessados[2][3][9][6]

O processamento como tal é essencial e praticamente todos os alimentos são processados de alguma forma. O termo ultraprocessamento refere-se ao processamento de ingredientes industriais derivados de alimentos, por exemplo, por  extrusão, moldagem, remodelação, hidrogenação, e hidrólise. Alimentos ultraprocessados geralmente também incluem aditivos como conservantes, adoçantes, intensificadores sensoriais, corantes, sabores e auxiliares de processamento, mas pouco ou nenhum alimento integral . Eles podem ser fortificados com micronutrientess. O objetivo é criar produtos alimentícios duráveis, convenientes e saborosos prontos para comer ou para aquecer, adequados para serem consumidos como lanches ou para substituir pratos e refeições à base de alimentos preparados na hora.

## Economia
Os alimentos ultraprocessados são uma parte importante dos portfólios das corporações de alimentos porque dependem de ingredientes de baixo custo e geralmente desfrutam de margens de lucro mais altas.
São projetados para um amplo apelo ao consumidor. Embora o macarrão instantâneo seja frequentemente usado como carboidrato básico em refeições regulares, muitos alimentos ultraprocessados geralmente são alimentos discricionários, para lanches entre refeições. Os alimentos ultraprocessados normalmente se beneficiam de maior tempo de prateleira, uma consideração importante para consumidores de baixa renda sem acesso confiável à refrigeração. Entre outras razões para a popularidade dos alimentos ultraprocessados estão o baixo custo de seus ingredientes principais e o marketing agressivo, particularmente em países de renda média.
Um relatório da Global Health Advocacy Incubator documenta as estratégias da indústria de alimentos para derrotar os rótulos de advertência em produtos alimentícios ultraprocessados.